# Mombercelli
Mombercelli là một đô thị ở tỉnh Asti vùng Piedmont thuộc Ý, nằm ở vị trí cách khoảng 50 km về phía đông nam của Torino và khoảng 12 km về phía đông nam của Asti. Tại thời điểm ngày 31 tháng 12 năm 2004, đô thị này có dân số 2.274 người và diện tích là 14,2 km².
Mombercelli giáp các đô thị: Belveglio, Castelnuovo Calcea, Montaldo Scarampi, Montegrosso d'Asti, Rocca d'Arazzo, Rocchetta Tanaro và Vinchio.